# Comté d'Isiolo
Le comté d'Isiolo est un comté de l'ancienne province orientale du Kenya. Sa population est de 268 002 habitants (recensement de 2019)  et sa capitale est Isiolo. Le comté d'Isiolo sera le premier comté à être développé dans le cadre du programme Kenya Vision 2030. Il compte d'autres centres urbains importants comme Garbatulla, Modogashe, Kinna, Merti et Oldonyiro .  

## Géographie
La topographie locale est constituée de plaines basses arides ou semi-arides. La rivière Ewaso Nyiro traverse le comté et le relie en partie. Il borde le comté de Marsabit au nord, le comté de Wajir à l'est, les comtés de Garissa et de Tana River au sud-est, le comté de Meru au sud, le comté de Laikipia au sud-ouest et le comté de Samburu à l'ouest. 
Trois réserves nationales de gibier sont situées dans le comté d'Isiolo: la réserve nationale de Bisanadi, la réserve nationale de Buffalo Springs et de Shaba.

## Culture et médias
Le comté d'Isiolo est une société multiculturelle avec plusieurs communautés ethniques qui comprennent: les Boranas, les Turkana, les Meru et les Somalis . 
Plusieurs sociétés de radio sont situées dans le comté, notamment: Radio Shahidi, Baliti Fm, Angaf Radio, entre autres. Radio Shahidi est une station de radio communautaire à Isiolo, créée et détenue par le diocèse catholique d'Isiolo et couvre un rayon d'environ 120 km de la ville d'Isiolo à une fréquence de 91,7 fm. La radio couvre Isiolo Central, Isiolo West, Isiolo South, certaines parties du comté de Meru, certaines parties du comté de Samburu jusqu'à la ville de Maralal et certaines parties du comté de Laikipia. Il diffuse principalement en swahili et en anglais . 
D'autres radios du comté d'Isiolo diffusent principalement dans la langue locale Borana. Ils comprennent Baliti Fm et Angaf Radio qui couvre un rayon d'environ 140 km de la ville d'Isiolo.

## Infrastructure et transport
Le comté d'Isiolo abrite l' aéroport d'Isiolo qui a récemment été transformé en aéroport international. Son emplacement est à environ 283 km , par route, et à environ 200 km , par avion, au nord-est de l'aéroport international Jomo Kenyatta, le plus grand aéroport civil du Kenya. L'aéroport est situé sur un terrain qui mesure 260 hectares  et son terminal passagers mesure 4 500 mètres carrés.

## Subdivision administrative
En 2018, le comté avait deux circonscriptions (circonscription d' Isiolo Nord et circonscription d'Isiolo Sud ), trois sous-comtés et dix quartiers.
| Circonscription électorale | Sous-comté | Superficie (km carré) | quartier   |
| -------------------------- | ---------- | --------------------- | ---------- |
| Isiolo North               | Isiolo     | 3,269                 | Wabera     |
| Isiolo North               | Isiolo     | 3,269                 | Bulla Pesa |
| Isiolo North               | Isiolo     | 3,269                 | Burat      |
| Isiolo North               | Isiolo     | 3,269                 | Ngaremara  |
| Isiolo North               | Isiolo     | 3,269                 | Oldonyiro  |
| Isiolo North               | Merti      | 12 612                | Chari      |
| Isiolo North               | Merti      | 12 612                | Cherab     |
| Isiolo South               | Garbatulla | 9 819                 | Kinna      |
| Isiolo South               | Garbatulla | 9 819                 | Garbatulla |
| Isiolo South               | Garbatulla | 9 819                 | Sericho    |
| Total: 2                   | 3          | 25 700                | dix        |

### Circonscriptions électorales
|              | Isiolo North | 49      | 100,176 | 15 881 |
| Isiolo South | 50           | 43 118  | 9 817   |        |
|              | Total        | 143 294 | 25 698  |        |

## Services et urbanisation
| Urbanisation                    | 43,5 |
| Literacy                        | 59,8 |
| Fréquentation école (15-18 ans) | 58,4 |
| Routes pavées                   | 0,2  |
| Bonnes routes                   | 67,5 |
| Accès à l'électricité           | 18,5 |
| Taux de pauvreté                | 72,6 |
| Statistiques pour le comté      |      |

Source:(en) USAid Kenya

## Gens notables
- Godana Doyo, premier gouverneur, comté d'Isiolo
- Elizabeth Ibrahim Ekaru, défenseuse des droits des femmes, de la paix, de l’environnement et du droit à la terre, assassinée le 3 janvier 2022
- Barnabas Esunyen, Premier directeur général des TIC du gouvernement du comté d'Isiolo 2013-2017
- Rehema Jaldesa, représentante des femmes du comté d'Isiolo
- Mohammed Kuti, gouverneur, comté d'Isiolo et député de 2 mandats, Isiolo Nord